# Versigny (Aisne)
Versigny – miejscowość i gmina we Francji, w regionie Hauts-de-France, w departamencie Aisne.
Według danych na styczeń 2014 roku gminę zamieszkiwały 474 osoby, a gęstość zaludnienia wynosiła 37,1 osób/km².